# Voetgangerstunnel

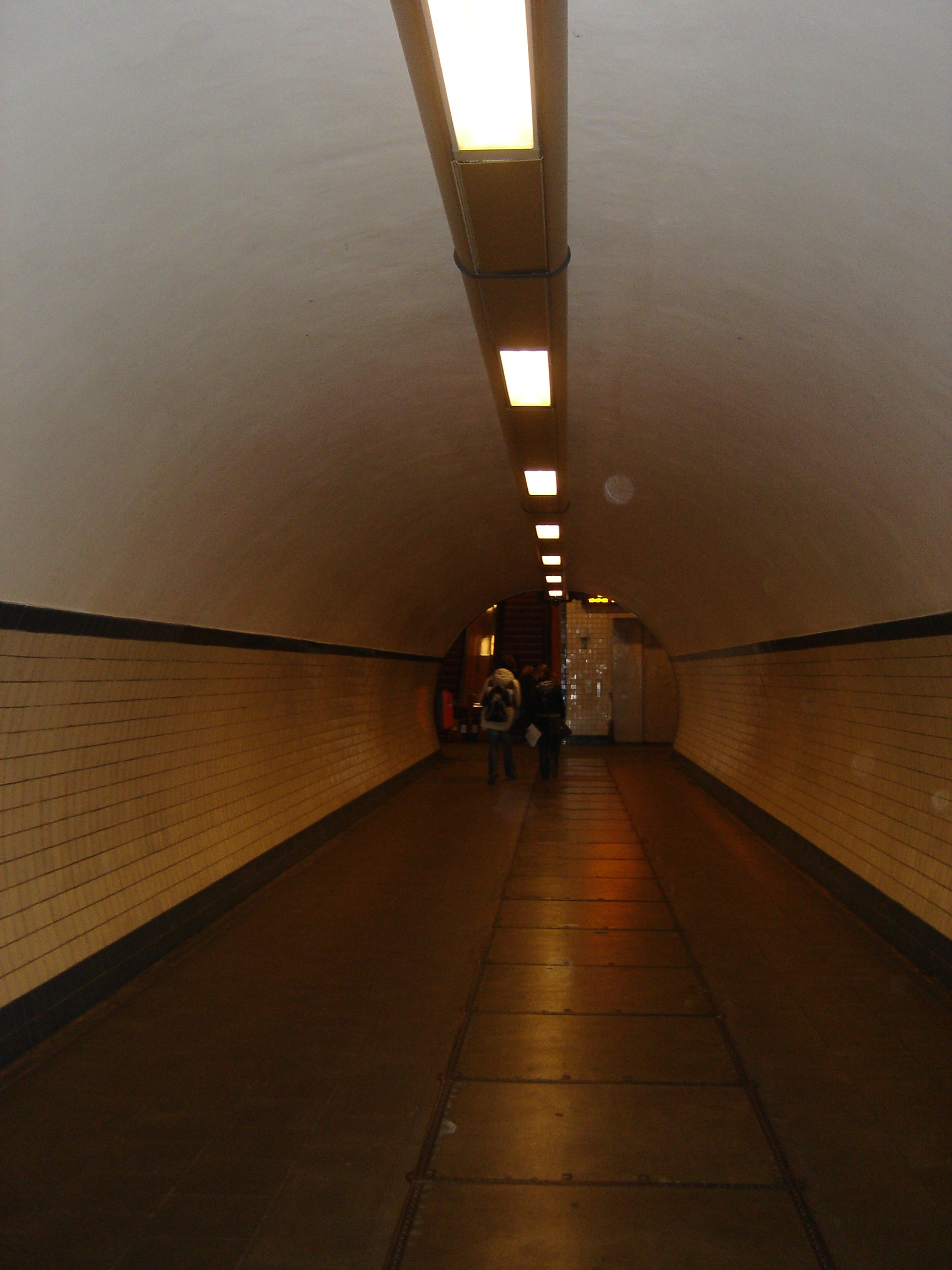
Sint-Annatunnel in Antwerpen

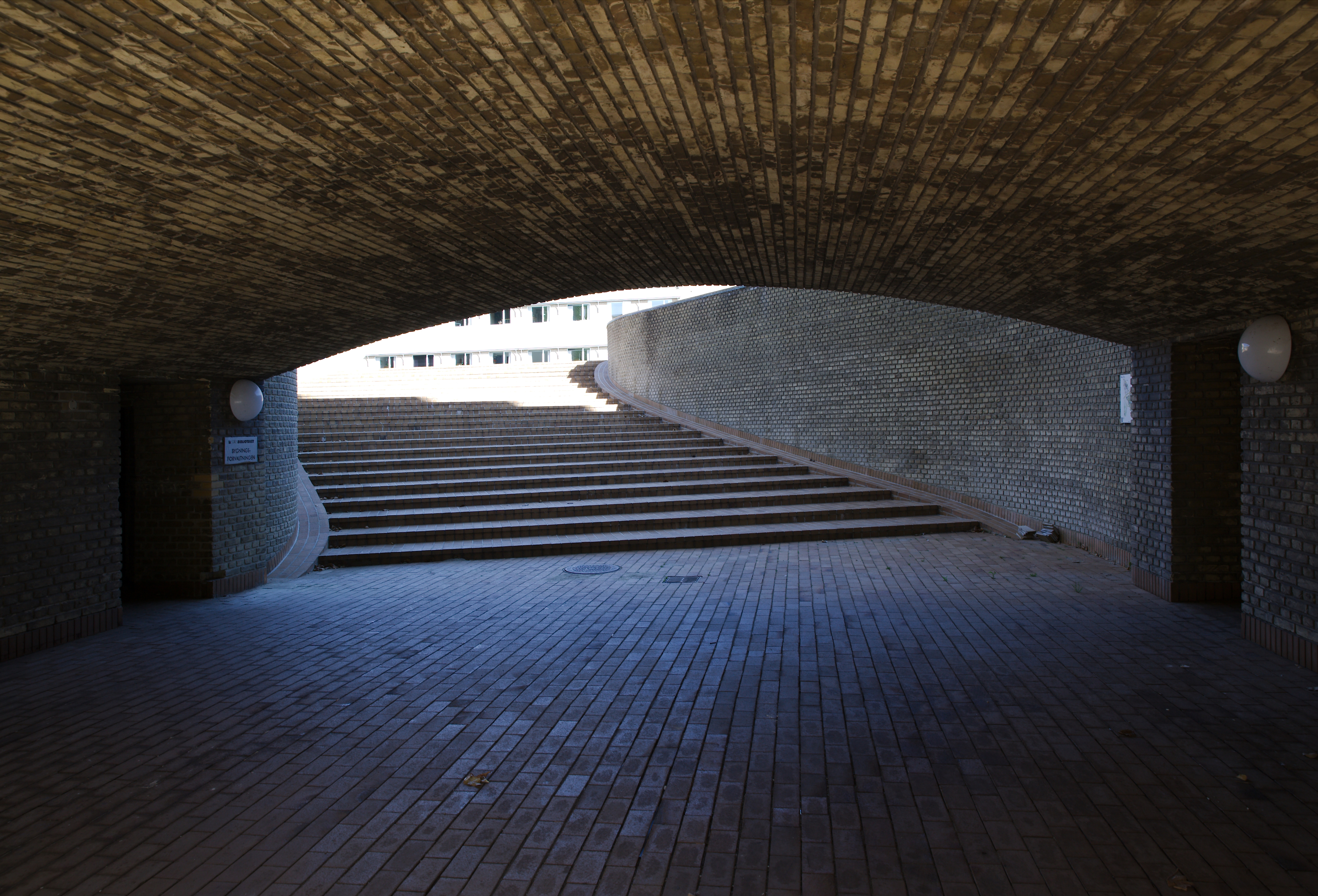
voetgangerstunnel onder de rotonde van de Nordre Ringgade in Denemarken

Een voetgangerstunnel is een tunnel die enkel door voetgangers gebruikt mag worden.
Dergelijke tunnels worden soms tijdelijk aangelegd bij bouwwerkzaamheden maar ook permanent. De tunnel wordt aangelegd parallel aan autotunnels, bij sommige grote wegenkruispunten in de stad, als onderdoorgang bij een snelweg maar ook als spooronderdoorgang.
Soms verandert de functie en wordt een oorspronkelijk aangelegde voetgangerstunnel gebruikt voor zowel voetgangers als fietsers. Een bekende voetgangerstunnel waar sinds 1995 ook fietsers gebruik van mogen maken is de Antwerpse Sint-Annatunnel.